# Laurent Vidal
Pour les articles homonymes, voir Vidal.
Laurent Vidal, né le 18 février 1984 à Sète, et mort le 10 novembre 2015 à Gigean, est un triathlète professionnel français, triple champion de France.

## Biographie

### Carrière en triathlon
Il participe à l'épreuve de triathlon aux Jeux olympiques d'été de 2008 à Pékin et se classe à la 36e place. Il est sélectionné et prend part également aux  Jeux de Londres quatre ans plus tard, où il se classe à la 5e position. 

### Accident cardiaque et reconversion
Le 24 avril 2014, lors d'une séance d'entrainement en natation, il est victime d'un trouble du rythme cardiaque suivi d'un arrêt cardio-ventilatoire qui lui vaut d'être plongé dans un coma artificiel pendant une trentaine d'heures. Après plusieurs mois de convalescence, il reprend l'entrainement et espère malgré tout retrouver la compétition de haut niveau.
En septembre 2014 il devient l'entraineur d'Emmie Charayron. Il entraîne aussi sa compagne Andrea Hewitt.

### Décès et hommage
Il meurt dans la nuit du 9 au 10 novembre 2015, des suites d'un arrêt cardiaque. En 2016, la Fédération française de triathlon crée le « Trophée Laurent Vidal » qui est décerné  au meilleur club formateur de l'année. Le club de Poissy Triathlon est le premier à obtenir cette distinction. En 2019, le nouveau bassin olympique de la ville de Sète, ville dont il est originaire est inauguré et prend son nom en son honneur.

## Palmarès
Le tableau présente les résultats les plus significatifs (podium) obtenus sur le circuit national et international de triathlon depuis 2006,.
| Année | Compétition                                  | Pays             | Position      | Temps           |
| ----- | -------------------------------------------- | ---------------- | ------------- | --------------- |
| 2013  | Coupe Océanie - l'étape de Kinloch           | Nouvelle-Zélande |               | 0 h 57 min 55 s |
| 2012  | WTS - Sydney                                 | Australie        |               | 1 h 51 min 15 s |
| 2012  | Coupe du monde - l'étape de Banyoles         | Espagne          |               | 1 h 47 min 45 s |
| 2012  | Coupe du monde - l'étape de Mooloolaba       | Australie        |               | 1 h 53 min 22 s |
| 2012  | Coupe Océanie - l'étape de Geelong           | Australie        |               | 0 h 55 min 19 s |
| 2012  | Championnat de France                        | France           |               | 1 h 53 min 30 s |
| 2011  | Coupe d'Afrique - l'étape d'Agadir           | Maroc            |               | 1 h 55 min 31 s |
| 2011  | Championnat de France                        | France           |               | 1 h 56 min 32 s |
| 2010  | Coupe Océanie - l'étape de Wellington        | Nouvelle-Zélande |               | 1 h 53 min 9 s  |
| 2009  | Grand Prix de triathlon - Étape de Dunkerque | France           | Médaille d'or | Timing          |
| 2009  | WTS - Kitzbühel                              | Autriche         |               | 1 h 43 min 24 s |
| 2009  | Championnat de France                        | France           |               | 1 h 48 min 33 s |
| 2008  | Coupe du monde - l'étape de Huatulco         | Mexique          |               | 2 h 4 min 22 s  |
| 2006  | Coupe d'Europe - l'étape de Alanya           | Turquie          |               | 1 h 51 min 36 s |